# Käthe Maas
Käthe Maas, verheiratete Käthe Maas-Belker, (* 1920; † 2002) war eine deutsche Opernsängerin (Sopran). Sie war mit dem Dirigenten und Intendanten Paul Belker (1901–1976) verheiratet und trat gelegentlich als Käthe Maas-Belker auf.

## Leben
Ihre erste Anstellung hatte sie 1938 am Theater Dortmund. Es folgte ein Engagement von 1940 bis 1941 am Stadttheater Teplitz-Schönau in Böhmen. Ihre Karriere am Stadttheater von Kiel begann 1941. Ab 1943 wurde sie durch den Zweiten Weltkrieg unterbrochen, danach währte sie noch bis 1949. Von da an war sie an der Staatsoper Hamburg bis 1952 tätig. Im gleichen Jahr wechselte sie zum Landestheater Darmstadt und blieb dort bis 1957. Bis zu ihrem Abschied von der Bühne im Jahr 1971 war sie Mitglied des Opernhauses Wuppertal.

## Repertoire (Auswahl)
- Drusilla in L’incoronazione di Poppea von Claudio Monteverdi
- Pamina in Die Zauberflöte von Wolfgang Amadeus Mozart
- Servilia in La clemenza di Tito von Wolfgang Amadeus Mozart
- Berthalda in Undine von E. T. A. Hoffmann
- Isotta in Die schweigsame Frau von Richard Strauss
- Die Dame in Cardillac von Paul Hindemith
- Titelrolle in Die Kluge von Carl Orff
- Mélisande in Pelléas et Mélisande von Claude Debussy
- Liu in Turandot von Giacomo Puccini
- Titelrolle in Rusalka von Antonín Dvořák